# Municipio de Clayton (Ohio)
El municipio de Clayton (en inglés: Clayton Township) es un municipio ubicado en el condado de Perry en el estado estadounidense de Ohio. En el año 2010 tenía una población de 1565 habitantes y una densidad poblacional de 19,1 personas por km².

## Geografía
El municipio de Clayton se encuentra ubicado en las coordenadas 39°46′54″N 82°11′45″O / 39.78167, -82.19583. Según la Oficina del Censo de los Estados Unidos, el municipio tiene una superficie total de 81.93 km², de la cual 80,33 km² corresponden a tierra firme y (1,94 %) 1,59 km² es agua.

## Demografía
Según el censo de 2010, había 1565 personas residiendo en el municipio de Clayton. La densidad de población era de 19,1 hab./km². De los 1565 habitantes, el municipio de Clayton estaba compuesto por el 98,59 % blancos, el 0,13 % eran afroamericanos, el 0,38 % eran amerindios, el 0,06 % eran isleños del Pacífico, el 0,06 % eran de otras razas y el 0,77 % eran de una mezcla de razas. Del total de la población el 0,38 % eran hispanos o latinos de cualquier raza.